# アストロノミー (アルバム)
『アストロノミー』（Astronomy）は、スウェーデンのヘヴィメタル・バンド、ドラゴンランドが2006年に発表した4作目のスタジオ・アルバム。

## 解説
ニクラス・スンディンによって描かれたアートワークは、アルバムのテーマである天文学を反映して、ニコラウス・コペルニクスをモチーフとしている。
日本では2007年2月5日付のオリコンチャートで最高148位を記録し、2週トップ300入りした。『CDジャーナル』のミニ・レビューでは「宇宙や神話をモチーフにした楽曲がプログレッシヴかつヘヴィなサウンドで壮大に展開される秀作」と評されている。

## 収録曲
特記なき楽曲は作詞：オロフ・モルク／作曲：オロフ・モルク&エリアス・ホルムリッド。
1. スーパーノヴァ - Supernova – 5:09
2. カシオペア - Cassiopeia – 4:06
3. コンタクト - Contact – 4:25
4. アストロノミー - Astronomy – 3:20
  - 作詞：オロフ・モルク&ジェイク・E／作曲：オロフ・モルク&エリアス・ホルムリッド
5. アンティマター - Antimatter – 3:00
  - 作詞：オロフ・モルク&エリアス・ホルムリッド／作曲：オロフ・モルク、エリアス・ホルムリッド&ニクラス・マグナソン
6. ザ・ブック・オブ・シャドウズ・パートIV:ザ・スクロールズ・オブ・ジオメトリア・ディヴァイナ - The Book of Shadows Part IV: The Scrolls of Geometria Divina – 4:04
  - 作詞：オロフ・モルク／作曲：エリアス・ホルムリッド
7. ベートーヴェンズ・ナイトメア - Beethoven's Nightmare – 6:11
  - 作詞：オロフ・モルク／作曲：オロフ・モルク、エリアス・ホルムリッド&ルートヴィヒ・ヴァン・ベートーヴェン
8. トゥー・レイト・フォー・ソロウ - Too Late for Sorrow – 3:36
9. ディレクション:パーフェクション - Direction: Perfection – 4:29
10. ジ・オールド・ハウス・オン・ザ・ヒル・チャプターI:ア・デス・イン・ザ・ファミリー - The Old House on the Hill Chapter I: A Death in the Family – 4:30
11. ジ・オールド・ハウス・オン・ザ・ヒル・チャプターII:ザ・シング・イン・ザ・セラー - The Old House on the Hill Chapter II: The Thing in the Cellar – 3:08
12. ジ・オールド・ハウス・オン・ザ・ヒル・チャプターIII:ザ・リング・オブ・エドワード・ワルドン - The Old House on the Hill Chapter III: The Ring of Edward Waldon – 6:19

### 日本盤ボーナス・トラック
1. イントゥイション - Intuition - 4:26
  - 作詞・作曲：トニー・ハーネル&ロニー・ル・テクロ
  - TNTがアルバム『インテュイション』（1989年）で発表した曲のカヴァー。
2. ザ・ラスト・ワード - The Last Word – 4:15

## 参加ミュージシャン
- ヨナス・ハイジャート - ボーカル
- オロフ・モルク - ギター(all songs)、アディショナル・キーボード(on #11, #12)、ウィスパー・ボイス(on #9)、バッキング・ボーカル(on #8, #13)
- ニクラス・マグナソン - ギター
- エリアス・ホルムリッド - シンセサイザー(all songs)、ドラムス(on #12)、アディショナル・ドラムス(on #11)、タンバリン(on #8)、シェイカー(on #8)
- クリステル・ペーデシェン - ベース
- イェッセ・リンドスコグ - ドラムス

ゲスト・ミュージシャン
- エリーゼ・リード - ボーカル(on #1, #2, #8)
- ジェイク・E - ボーカル(on #4, #8)
- ジミー・ストゥリメル - ボーカル(on #5, #9)
- マリオス・イリオポウロス - ギター・ソロ(on #2)
- Nils-Arne Holmlid - イントロ・ボイス(on #1)